# Desa Muktijaya (administrativ by i Indonesien, lat -6,40, long 107,04)
Desa Muktijaya är en administrativ by i Indonesien.   Den ligger i provinsen Jawa Barat, i den västra delen av landet, 30 km sydost om huvudstaden Jakarta.